# Emmaboda (comune)
Emmaboda è un comune svedese di 9 160 abitanti, situato nella contea di Kalmar. Il suo capoluogo è la città omonima.

## Località
Nel territorio comunale sono comprese le seguenti aree urbane (tätort):
| # | Località      | Popolazione |
| - | ------------- | ----------- |
| 1 | Emmaboda      | 4 968       |
| 2 | Vissefjärda   | 673         |
| 3 | Johansfors    | 458         |
| 4 | Långasjö      | 340         |
| 5 | Eriksmåla     | 238         |
| 6 | Boda glasbruk | 201         |

## Amministrazione

### Gemellaggi
- Nykarleby
- Kvam
- Holbæk
- Lefkada
- Pionerskij
- Bartoszyce
- North Bay